# Sheryl Lee

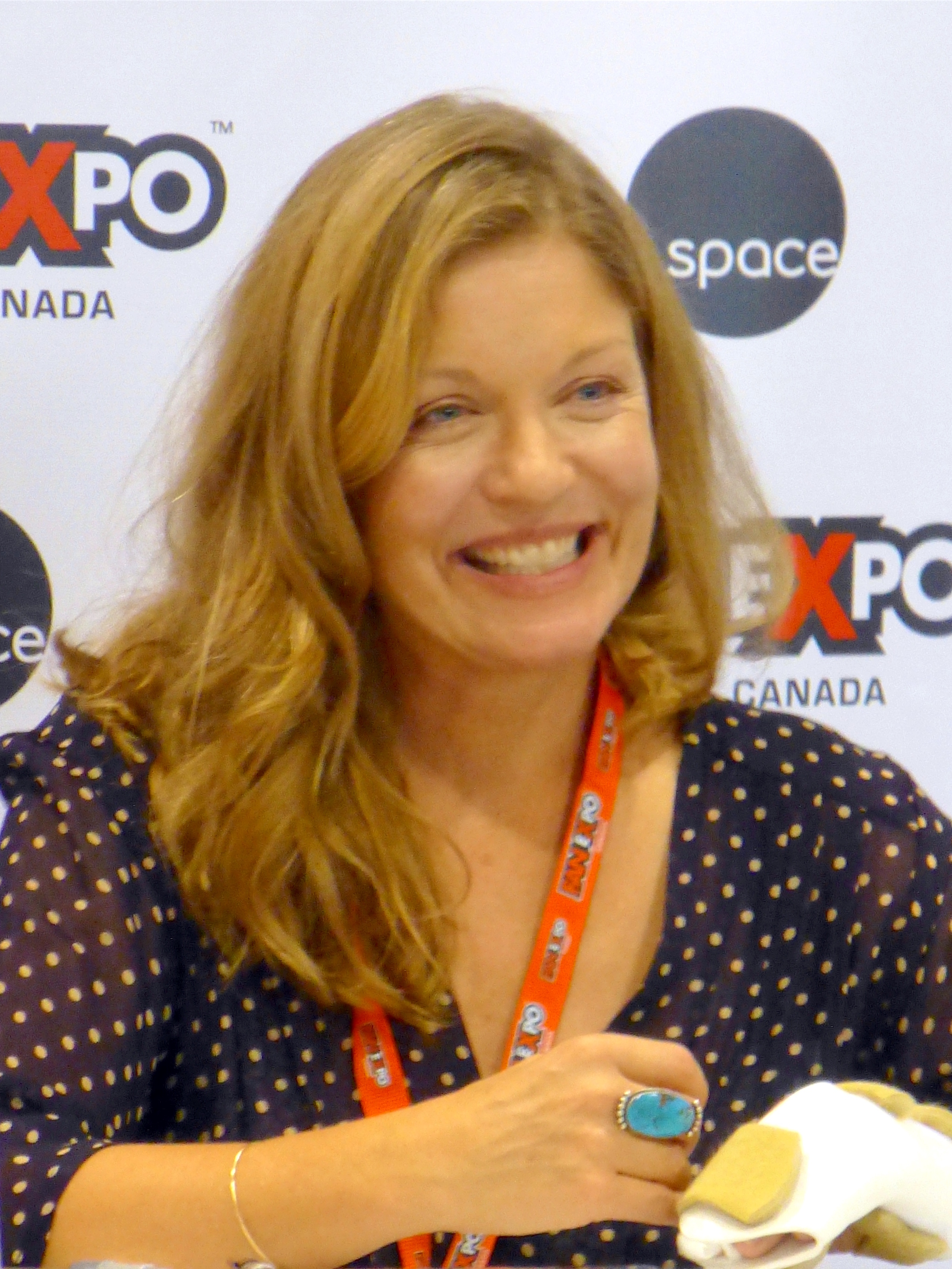
Sheryl Lee bei der Fan Expo Canada (2014)

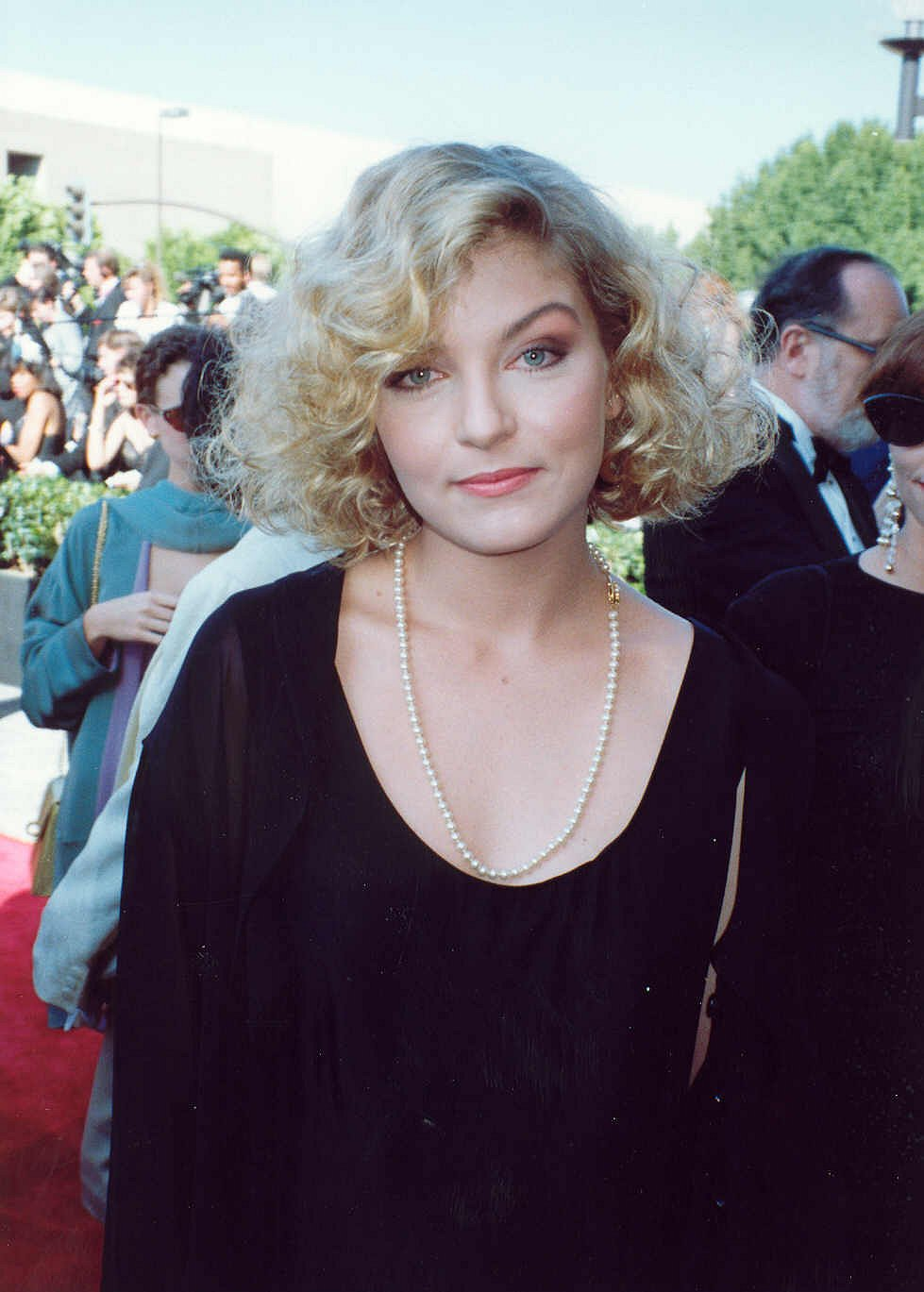
Sheryl Lee bei der Verleihung der Emmy Awards 1990

Sheryl Lynn Lee (* 22. April 1967 in Augsburg) ist eine US-amerikanische Schauspielerin. Bekannt wurde sie durch die Rolle der Laura Palmer in David Lynchs Mysteryserie Twin Peaks (1990–1991, 2017) und dem Film-Prequel Twin Peaks – Der Film (1992).

## Leben

### Jugend und Karrierebeginn mitTwin Peaks
Lee wurde in Augsburg als Tochter einer Künstlerin und eines Architekten geboren. Sie wuchs in Boulder, Colorado auf, wo sie die Fairview High School besuchte. Nach ihrem Schulabschluss studierte sie zunächst in Pasadena, Kalifornien an der American Academy of Dramatic Arts und besuchte später Schauspielkurse an der North Carolina School of the Arts, dem National Theatre Conservatory in Denver und der University of Colorado.
Nach dem Studium zog Lee nach Seattle, wo sie ihre Karriere als Theaterschauspielerin begann.
Bereits zu Beginn ihrer Karriere erlangte Lee internationale Bekanntheit durch die Rolle der Laura Palmer in der Fernsehserie Twin Peaks (1990–1991) von David Lynch und Mark Frost. Da Laura Palmer von Serienbeginn an bereits tot ist, sollte Lee ursprünglich nur als Leiche und für einige Rückblenden in Erscheinung treten. Lynch war jedoch so angetan von ihrer Darstellung, dass er ihr eine größere Präsenz in der Serie ermöglichen wollte und ihr so eine zweite Rolle auf den Leib schrieb – die von Lauras Cousine Madeline „Maddy“ Ferguson – welche Lee bis Mitte der zweiten Staffel spielte. Im Serienfinale zum Ende der zweiten Staffel war sie nochmals in beiden Rollen zu sehen. Parallel zu Twin Peaks besetzte David Lynch Lee auch in einer kleinen Rolle als Gute Hexe in seinem Film Wild at Heart – Die Geschichte von Sailor und Lula (1990).
Nach dem Ende von Twin Peaks drehte Lynch noch einen Spielfilm zur Serie, der in Deutschland 1992 unter dem Titel Twin Peaks – Der Film erschien. Der Film ist ein Prequel und zeigt die Ereignisse vor dem Mord an Laura Palmer, sodass Lee die Rolle hier ausführlicher spielen konnte. Der Film wurde seinerzeit negativ von Kritik und Publikum aufgenommen und war ein finanzieller Flop. Lee erhielt dennoch positive Reaktionen auf ihre schauspielerische Leistung und wurde unter anderem für einen Independent Spirit Award als beste Hauptdarstellerin nominiert.
Nach dem Ende von Twin Peaks war Lee 1992 zunächst in der Titelrolle in dem Theaterstück Salome neben Al Pacino zu sehen und konzentrierte sich anschließend auf ihre Filmkarriere.

### Film- und Fernsehkarriere ab 1994
1994 spielte sie die Rolle der Astrid Kirchherr in dem Film Backbeat, der die Geschichte der Beatles beinhaltet. Im folgenden Jahr spielte sie die Hauptrolle in der Literaturverfilmung Notes from Underground nach dem Roman Aufzeichnungen aus dem Kellerloch von Fjodor Dostojewski und war an der Seite von Mickey Rourke in dem Thriller Fall Time – Blutiger Herbst zu sehen. 1996 spielte sie an der Seite von Nick Nolte in Schatten der Schuld nach dem Roman Mother Night von Kurt Vonnegut erneut die Hauptrolle in einer Literaturverfilmung. In den späten 1990er Jahren trat Lee oftmals in erotischen Rollen in Erscheinung, wie in den Filmen Ohne Gewissen (1997), Bliss – Im Augenblick der Lust (1997), Blutorangen (1997) und Kiss the Sky (1998). Größere Aufmerksamkeit erhielt sie 1998 mit ihrer Rolle als Vampirin Katrina in John Carpenters Vampire.
In den folgenden Jahren war Lee wieder vermehrt in Fernsehserien zu sehen. Von 1998 bis 1999 spielte sie eine Hauptrolle in der kurzlebigen Arztserie L.A. Doctors. 2004 war sie ursprünglich für die Rolle der Mary Alice Young in der später erfolgreichen Serie Desperate Housewives vorgesehen. Nach den Dreharbeiten des Pilotfilms wurde sie jedoch durch Brenda Strong ersetzt, da die Produzenten der Meinung waren, dass diese besser zu der Rolle passen würde. Eine wiederkehrende Rolle spielte Lee von 2005 bis 2006 als Ellie Harp in der Teenagerserie One Tree Hill sowie 2007 bis 2009 als Andrea Smithson in der Dramaserie Dirty Sexy Money. Daneben war sie immer wieder in Serien-Gastrollen zu sehen, unter anderem in Dr. House (2006), CSI: New York (2006) und Perception (2012).
2010 trat Lee in der Episode Das Geheimnis von Dual Spires der Serie Psych auf. Die Folge, in der es um einen Mord in einer Kleinstadt geht, wurde als Hommage an Twin Peaks gedreht, weshalb neben Lee noch weitere ehemalige Darsteller der Serie, unter anderem Sherilyn Fenn und Ray Wise, verpflichtet wurden.
2010 war sie in Debra Graniks Independentfilm Winter’s Bone an der Seite von Jennifer Lawrence zu sehen. In der Verfilmung des gleichnamigen Romans von Daniel Woodrell spielt Lee in einer Nebenrolle die April. Das Drama erhielt positive Kritiken und wurde mit zahlreichen Filmpreisen ausgezeichnet, unter anderem konnte Lee gemeinsam mit dem Ensemble einen Gotham Independent Film Award gewinnen.
In der Folge trat sie auch wieder vermehrt in Filmen auf, so spielte sie 2011 an der Seite von Jessica Chastain und Chloë Grace Moretz in dem Kriminalfilm Texas Killing Fields – Schreiendes Land und war 2014 neben Shailene Woodley in dem Drama Wie ein weißer Vogel im Schneesturm und neben Katherine Heigl in der Romanze Love Me Like You Do – Aus Schicksal wird Liebe zu sehen. Im gleichen Jahr spielte sie die Hauptrolle in dem Drama The Makings of You.
2016 spielte sie an der Seite von Kristen Stewart und Steve Carell die Rolle der Karen Stern in Woody Allens Film Café Society, der bei den Filmfestspielen von Cannes uraufgeführt wurde. Außerdem war sie in einer Nebenrolle als Air in dem von Netflix produzierten Thriller Rebirth zu sehen, welcher seine Premiere beim Tribeca Film Festival feierte.

### Deutsche Synchronisation
Sheryl Lee hat bis dato keine feste deutsche Synchronstimme. In ihrer Rolle als Laura Palmer und Maddy Ferguson wurde sie in den ersten beiden Staffeln der Serie Twin Peaks von Julia Biedermann gesprochen, im 1992 erschienenen Prequelfilm Twin Peaks – Der Film sowie in der 2017 ausgestrahlten dritten Staffel von Sabine Falkenberg. Im für ihre Karriere ebenfalls wichtigen Film Backbeat (1994) wurde sie von Claudia Lössl gesprochen, die vor allem als deutsche Sprecherin von Naomi Watts, Penélope Cruz und Christina Applegate bekannt ist. Häufig wurde sie auch von Daniela Hoffmann gesprochen, der deutschen Stammsprecherin von Julia Roberts.

### Persönliches
Lee ist aktives Mitglied der Tierschutzorganisation PETA und posierte für zwei Werbekampagnen, die sich gegen das Tragen von Pelz und die Haltung von Tieren in Käfigen aussprechen. Sie war mit dem Musiker Jesse Diamond, dem Sohn Neil Diamonds, verheiratet. Mit ihm hat sie einen gemeinsamen Sohn (* 2000).
2014 gab sie bekannt, seit 2007 an der seltenen Blutkrankheit Neutropenie zu leiden.
Lee unterrichtet auch Schauspiel an der UCLA School of Theater, Film and Television.

## Filmografie (Auswahl)
| Filme - 1988: He’s No Hero (Kurzfilm) - 1990: Wild at Heart – Die Geschichte von Sailor und Lula (Wild at Heart) - 1991: Labyrinth der Lügen (Love, Lies and Murder, Fernsehfilm) - 1992: Twin Peaks – Der Film (Twin Peaks: Fire Walk with Me) - 1992: Love-Crash (Jersey Girl) - 1994: Backbeat - 1994: Guinevere (Fernsehfilm) - 1994: The Can - 1994: Generation X – Don’t do it (Don’t Do It) - 1995: Fall Time – Blutiger Herbst (Fall Time) - 1995: Homage - 1995: Herz einer Unbeugsamen (Follow the River, Fernsehfilm) - 1995: Notes from Underground - 1996: Schatten der Schuld (Mother Night) - 1997: Ohne Gewissen (This World, Then the Fireworks) - 1997: Die Bibel – David (David, Fernsehfilm) - 1997: Bliss – Im Augenblick der Lust (Bliss) - 1997: Blutorangen (The Blood Oranges) - 1998: John Carpenters Vampire (Vampires) - 1998: Kiss the Sky - 1998: Death Valley – Im Tal des Todes (Dante’s View) - 1999: Ein hoffnungsvoller Nachwuchskiller (Angel’s Dance) - 2001: Hitched (Fernsehfilm) - 2002: Sweet Dream Alabama (Children on Their Birthdays) - 2005: Paradise, Texas - 2006: Mord in der Luxusvilla (The Secrets of Comfort House, Fernsehfilm) - 2010: Winter’s Bone - 2011: Texas Killing Fields – Schreiendes Land (Texas Killing Fields) - 2014: Wie ein weißer Vogel im Schneesturm (White Bird in a Blizzard) - 2014: Love Me Like You Do – Aus Schicksal wird Liebe (Jackie & Ryan) - 2014: The Makings of You - 2016: Rebirth - 2016: Café Society - 2017: Dead Ink Archive (Kurzfilm) - 2018: #SquadGoals - 2019: Down to Nothing (Kurzfilm) - 2022: The Wild One (Kurzfilm, Sprechrolle) - 2022: Today As I Run (Kurzfilm, Sprechrolle) - 2025: I Live Here Now | Serien - 1990–1991, 2017: Twin Peaks (21 Folgen) - 1992: Foxy Fantasies (Red Shoe Diaries, Folge 1x08) - 1994: Dr. Quinn – Ärztin aus Leidenschaft (Dr. Quinn, Medicine Woman, Folge 2x15) - 1994: Aaahh!!! Monster (Aaahh!!! Real Monsters, Folge 1x03, Sprechrolle) - 1998–1999: L.A. Docs (L.A. Doctors, 22 Folgen) - 2003: Without a Trace – Spurlos verschwunden (Without a Trace, Folge 2x10) - 2003: Kingpin – Kartell des Todes (Kingpin, Miniserie, sechs Folgen) - 2004: Desperate Housewives (unveröffentlichte Pilotfolge) - 2005–2006: One Tree Hill (neun Folgen) - 2006: Dr. House (House, M.D., Folge 3x02) - 2006: CSI: NY (Folge 3x09) - 2007: State of Mind (Folge 1x01) - 2007–2009: Dirty Sexy Money (zwölf Folgen) - 2010: Lie to Me (Folge 2x17) - 2010: Psych (Folge 5x12 Das Geheimnis von Dual Spires) - 2012: Perception (Folge 1x03) - 2016: Rosewood (Folge 1x20) - 2019: Correspondence (vier Folgen, Sprechrolle) - 2019: Limetown (zwei Folgen) - 2020: JJ Villard’s Fairy Tales (Folge 1x01, Sprechrolle) Theater - 1986: Crimes of the Heart - 1988: Electric River - 1989: Emerald City - 1991: Love Letters - 1992: Salome - 2019: Love Letters |

## Videospiele
- 1994: Wer ist der Mörder von Brett Penance? (Who Killed Brett Penance?, als spielbarer Charakter Lucie Fairwell)
- 1994: Wer ist der Mörder von Taylor French? (Who Killed Taylor French?, als spielbarer Charakter Lucie Fairwell)
- 2010: BioShock 2 (Stimme von Baby Jane Splicer)

## Hörbücher
- 2017: The Secret Diary of Laura Palmer (von Jennifer Lynch)

## Auszeichnungen
| Jahr | Preis                                        | Kategorie                                                  | Werk                             | Resultat  |
| ---- | -------------------------------------------- | ---------------------------------------------------------- | -------------------------------- | --------- |
| 1992 | Soap Opera Digest Awards                     | Beste TV-Todesszene im Abendprogramm                       | Twin Peaks                       | Nominiert |
| 1993 | Independent Spirit Awards                    | Beste Hauptdarstellerin                                    | Twin Peaks – Der Film            | Nominiert |
| 1993 | Saturn Awards                                | Beste Hauptdarstellerin                                    | Twin Peaks – Der Film            | Nominiert |
| 1995 | Sundance Film Festival                       | Spirit of Sundance Award                                   |                                  | Gewonnen  |
| 1999 | Saturn Awards                                | Beste Nebendarstellerin                                    | John Carpenters Vampire          | Nominiert |
| 1999 | Fangoria Chainsaw Awards                     | Beste Nebendarstellerin                                    | John Carpenters Vampire          | Gewonnen  |
| 2004 | Prism Awards                                 | Beste Darbietung in einem Fernsehfilm oder einer Miniserie | Kingpin                          | Nominiert |
| 2010 | Alliance of Women Film Journalists           | Bestes Ensemble                                            | Winter’s Bone                    | Nominiert |
| 2010 | Detroit Film Critics Society Awards          | Bestes Ensemble                                            | Winter’s Bone                    | Gewonnen  |
| 2010 | Gotham Awards                                | Bestes Ensemble                                            | Winter’s Bone                    | Gewonnen  |
| 2010 | San Diego Film Critics Society Awards        | Bestes Ensemble                                            | Winter’s Bone                    | Nominiert |
| 2010 | Southeastern Film Critics Association Awards | Bestes Ensemble                                            | Winter’s Bone                    | Nominiert |
| 2018 | Audie Awards                                 | Bester weiblicher Erzähler                                 | The Secret Diary of Laura Palmer | Nominiert |